# Альшаник, Андрей Денисович
Андре́й Дени́сович Альша́ник (бел. Андрэй Дзянісавіч Альшанік; род. 3 мая 1999, Осиповичи, Могилёвская область) — белорусский футболист, полузащитник клуба «Макслайн».

## Клубная карьера
Воспитанник минской футбольной школы «Трактор». Первый тренер — Дмитрий Анатольевич Дергай. В 2015 начал играть за дубль БАТЭ. В том же году выступал за борисовский клуб в Юношеской лиге УЕФА. 7 июля 2017 года дебютировал в основном составе БАТЭ, выйдя на замену во второй половине матча Кубка Беларуси против «Неман-Агро» (5:1). Всего за четыре сезона в дубле сыграл в 68 матчах чемпионата и забил 12 голов.
В августе 2018 года перешёл в «Энергетик-БГУ». В составе столичный команды стал появляться в стартовом составе и помог ей выйти в Высшую лигу. В марте 2019 года арендован новополоцким «Нафтаном», где также был игроком основного состава. Летом 2019 года вернулся в «Энергетик-БГУ». 11 августа дебютировал в Высшей лиге, заменив Айка Мусаханяна во втором тайме в матче против БАТЭ (1:4). Позже еще несколько раз появлялся в основном составе, в основном играл на дубль.
В январе 2020 года на правах аренды перешёл в «Смолевичи». Готовился с командой к новому сезону, но в марте  покинул её, не сыграв в официальных матчах, и вскоре отправился на просмотр в «Крумкачи». В апреле 2020 года стал игроком столичного клуба. Первоначально играл в стартовом составе, а позже стал чаще выходить на замену.
В январе 2021 года расторг контракт с клубом «Энергетик-БГУ» и начал тренироваться с мозырской «Славией», с которой подписал соглашение в феврале. В декабре 2022 года продлил контракт с клубом до конца 2023 года. В начале сезона футболист не был заявлен мозырским клубом и в мае 2023 года Комитет по статусу и переходам футболистов АБФФ наделил футболиста статусом свободного агента.
В июне 2023 года перешёл в «Макслайн». В январе 2024 года перешёл в «Слуцк».

## Карьера в сборной
В январе 2016 года играл в составе юношеской сборной Беларуси в Кубке развития в Минске. В октябре 2017 года принял участие в матчах отборочного раунда чемпионата Европы в составе юниорской сборной Беларуси.
8 июня 2019 года провёл свой единственный матч за молодёжную сборную Беларуси, выйдя на замену во втором тайме квалификационного матча чемпионата Европы-2021 против Гибралтара (10:0), забив гол и отдав четыре результативные передачи.

## Личная жизнь
9 июля 2022 года по окончании матча с «Белшиной» сделал предложение Анастасии Кашлач.

## Статистика выступлений

### Клубная статистика
| Выступление      | Выступление      | Выступление      | Чемпионат | Чемпионат | Кубки | Кубки | Еврокубки | Еврокубки | Итого | Итого |
| Клуб             | Лига             | Сезон            | Игры      | Голы      | Игры  | Голы  | Игры      | Голы      | Игры  | Голы  |
| ---------------- | ---------------- | ---------------- | --------- | --------- | ----- | ----- | --------- | --------- | ----- | ----- |
| БАТЭ             | Высшая лига      | 2017             | 0         | 0         | 1     | 0     | 0         | 0         | 1     | 0     |
| БАТЭ             | Высшая лига      | 2018             | 0         | 0         | 1     | 0     | 0         | 0         | 1     | 0     |
| БАТЭ             | Итого            | Итого            | 0         | 0         | 2     | 0     | 0         | 0         | 2     | 0     |
| Энергетик-БГУ    | Первая лига      | 2018             | 13        | 0         | 1     | 0     | 0         | 0         | 14    | 0     |
| Энергетик-БГУ    | Итого            | Итого            | 13        | 0         | 1     | 0     | 0         | 0         | 14    | 0     |
| → Нафтан         | Первая лига      | 2019             | 12        | 4         | 1     | 0     | 0         | 0         | 13    | 4     |
| → Нафтан         | Итого            | Итого            | 12        | 4         | 1     | 0     | 0         | 0         | 13    | 4     |
| Энергетик-БГУ    | Высшая лига      | 2019             | 4         | 0         | 1     | 0     | 0         | 0         | 5     | 0     |
| Энергетик-БГУ    | Итого            | Итого            | 4         | 0         | 1     | 0     | 0         | 0         | 5     | 0     |
| → Крумкачи       | Первая лига      | 2020             | 24        | 5         | 2     | 0     | 0         | 0         | 26    | 5     |
| → Крумкачи       | Итого            | Итого            | 24        | 5         | 2     | 0     | 0         | 0         | 26    | 5     |
| Славия-Мозырь    | Высшая лига      | 2021             | 20        | 0         | 1     | 0     | 0         | 0         | 21    | 0     |
| Славия-Мозырь    | Высшая лига      | 2022             | 24        | 2         | 1     | 0     | 0         | 0         | 25    | 2     |
| Славия-Мозырь    | Итого            | Итого            | 44        | 2         | 2     | 0     | 0         | 0         | 46    | 2     |
| Макслайн         | Первая лига      | 2023             | 21        | 6         | 1     | 0     | 0         | 0         | 22    | 6     |
| Макслайн         | Итого            | Итого            | 21        | 6         | 1     | 0     | 0         | 0         | 22    | 6     |
| Всего за карьеру | Всего за карьеру | Всего за карьеру | 118       | 17        | 10    | 0     | 0         | 0         | 128   | 17    |

1. ↑  Кубок Беларуси.